# Týřovský potok
Týřovský potok, někdy nazývaný Hubenovský potok, je potok v Plzeňském kraji, levý přítok Kralovického potoka.

## Popis toku
Týřovský potok pramení severovýchodně od hospodářského dvora Hubenov v severovýchodní části okresu Plzeň-sever. Rozlehlý dvůr obtéká z východní strany a napájí malý rybník před vstupní branou. Potok kříží místní komunikaci a pokračuje 1 km jihovýchodním směrem napříč loukou, později polem mělkým údolím. Tok se stáčí k jihu a spojuje se s drobným pravostranným potokem přitékajícím ze svahů kopce Oleška. Od soutoku se směr opět stáčí k jihovýchodu a potok tvoří hranici katastrálních území. Po 300 m se Týřovský potok kříží se silnicí spojující Kralovice s Hradeckem a jeho tok se stále více přibližuje východnímu směru.
Dotéká do míst nazývaných Týřovský rybník. Na mapovém listu č. 121 vzniklém v rámci Prvního vojenského mapování je tento později zaniklý rybník vyznačen. Následně se potok stáčí k jihu, protéká pod náspem železniční tratě ČD 162 a teče jjz. směrem k silnici II/229, před kterou přijme drobný pravostranný přítok. Týřovský potok protéká několik desítek metrů souběžně se silnicí, která byla v tomto úseku lemována topoly. V dalším úseku toku se stáčí k jihovýchodu a napájí kaskádu čtyř rybníčků – největší z nich je třetí se jménem Dolíky. Z posledního rybníka vytéká Týřovský potok jihozápadně a po necelých 300 m se vlévá do rybníka Salaš. Pod hrází rybníka začínalo hlubší údolí ústící do údolí Kralovického potoka, ale bylo postupně zasypáváno na pravém břehu skládkou odpadu. Týřovský potok ústí zleva do Kralovického potoka v úseku mezi Prostředním a Podšibenickým Mlýnem jihovýchodně od Kralovic.